# Carla Gozzi
Carla Gozzi (Modena, 21 ottobre 1962) è una conduttrice televisiva, stilista, blogger e scrittrice italiana.

## Biografia
Nasce a Modena il 21 ottobre 1962, primogenita di un militare e una ex-ballerina, vive tra la città natale, Milano e New York. Inizia a lavorare nella moda come assistente di stilisti, tra i quali Jean-Charles de Castelbajac, Thierry Mugler, Christian Lacroix, Calvin Klein, Mila Schön, Gabriele Colangelo, Max Mara, Yohji Yamamoto ed Ermanno Scervino a Firenze. Partecipa inoltre come opinionista a sfilate di moda e svolge attività di style coach. 
Dal 2009 al 2018 ha condotto con Enzo Miccio la trasmissione Ma come ti vesti?!, sulla rete televisiva Real Time. Nel 2011, sempre in coppia con Enzo Miccio, torna su Real Time con il programma Shopping Night. A queste due trasmissioni con Miccio si affiancano altri quattro programmi condotti in solitaria dal 2012 con Guardaroba perfetto e la versione per bambine Guardaroba perfetto: kids and teen; è apparsa inoltre come special guest in Shopping Night UK, la versione britannica di Shopping Night. Nel 2014 ripropone il format Dire, fare, baciare - Italia e il programma Un giorno per me, mentre dal 2015 al 2016 è in onda con la trasmissione Mamma sei too much. Nel 2018 entra nel palinsesto Rai con lo spin-off intitolato Quelle brave ragazze... durante la trasmissione Unomattina estate. Nel 2019 torna su Real Time con il programma Cambia con me e torna con Enzo Miccio a condurre l'ultima stagione di Shopping Night. Nello stesso anno approda a Rai 2 nella trasmissione Detto fatto, condotta da Bianca Guaccero, rimanendovi fino alla chiusura del programma nel 2022. Tra il 2023 e il 2024 entra in Mediaset, dove conduce due programmi su La5 :Un armadio per due e Un'altra me.
Parallelamente all'attività televisiva, Carla Gozzi ha pubblicato vari libri basati sulle trasmissioni da lei condotte e portato nei teatri delle principali città italiane il Carla Gozzi Show, spettacolo interattivo su moda, fashion e look. Carla Gozzi è anche ambasciatrice e consulente per il marchio "Ambrosia" di Muraro Lorenzo dal 2015, con la linea di gioielli personalizzata Carla's Choices.

## Carla's Academy
Nel 2010 fonda l’Accademia di stile Carla’s Academy con sede a Reggio Emilia. L'accademia offre corsi di formazione professionali che riguardano i professionisti della moda, del beauty e della comunicazione, e servizi dedicati alle aziende. Inoltre dedica uno spazio alla consulenza d'immagine personalizzata nello spazio denominato 6th floor Style Department, dove i clienti ricevono consigli teorici e pratici sul look per valorizzare la propria immagine. Carla Gozzi scrive inoltre sul proprio blog personale dando consigli relativi a moda, lifestyle e beauty sul sito dell'accademia.
L'accademia diviene inoltre un brand di moda e lifestyle sia con collezioni di capi d'abbigliamento e accessori in edizione limitate, che di complementi d'arredo. Tramite il marchio Carla Gozzi pubblica dal 2018 i  propri libri e manuali.

## Vita privata
È sposata dal 1991 con Richard Bryan Datre, chiropratico di origini statunitensi, e vivono a Castelnovo ne' Monti, in provincia di Reggio Emilia.

## Programmi televisivi
- Ma come ti vesti?! (Real Time, 2009-2018)
- Shopping Night (Real Time, 2011-2015, 2019)
- Guardaroba perfetto (Real Time, 2012-2013)
- Guardaroba perfetto: kids and teen (Real Time, 2013)
- Shopping Night UK (Real Time, 2013) - giudice speciale
- Dire, fare, baciare - Italia (Real Time, 2014-2015)
- Un giorno per me (Real Time, 2014)
- Mamma sei 2 much (Real Time, 2015-2016)
- Quelle brave ragazze... (Rai 1, 2018)
- Cambia con me (Real Time, 2019)
- Detto fatto (Rai 2, 2019-2022)
- Un armadio per due (La5, 2023) - coach
- Un'altra me (La5, 2024)

## Pubblicazioni
- Ma come ti vesti?! Regole, trucchi e suggerimenti per non sbagliare mai il look, Rizzoli, scritto con Enzo Miccio, 2010
- Guardaroba perfetto. Regole e consigli per rinnovare il look a costo zero, Rizzoli, 2012
- Guardaroba perfetto. Regole e consigli su misura per kids & teen dagli 8 ai 14 anni, Rizzoli, 2013
- The Color Card Bible, Carla's Academy®, 2018
- Stille di Stile, Carla's Academy®, 2018
- Colore e Colori. Significato Storia Arte Design, Carla's Academy®, 2018
- Lezioni private di Style Coach, Carla's Academy®, 2019
- Dico no...alla sciatteria, Carla's Academy®, 2020

## Discografia

### Singoli
- You Can Leave Your Hat On (cover, 2013)[23]